# Anna Caroli
Anna Caroli, pseudonimo di Annita Bosco (Genova, 1913 – Genova, 26 dicembre 1979), è stata un'attrice teatrale e attrice cinematografica italiana che è stata attiva fra gli anni quaranta e gli anni cinquanta. È la madre dell'attore Gian Fabio Bosco, del duo comico Ric e Gian.

## Biografia
È conosciuta per la sua attività di attrice della compagnia di Gilberto Govi, con cui ha interpretato fra gli altri lavori la parte della governante "Colomba" in Maneggi per maritare una figlia (una versione della commedia teatrale è stata registrata per la televisione nel 1959). Nella compagnia teatrale recitava anche il marito Sergio Bosco, in arte Sergio Fosco, padre di Gian Fabio.

## Filmografia
- Che tempi!, regia di Giorgio Bianchi (1948)

## Prosa televisiva Rai
- Spera di sole, dalla novella di Luigi Capuana, con Alvaro Piccardi), regia di Vittorio Brignole (1959)